# Вулиця Словацького (Львів)
Ву́лиця Слова́цького — вулиця у Галицькому районі міста Львова. Вулиця є уявним продовженням вулиці Січових Стрільців та прямує до перехрестя з вулицями Коперника та Стефаника. Прилучається вулиця Крушельницької.

## Назва
Нинішня вулиця утворена з двох менших. Ділянка від перехрестя з вулицею Коперника до перехрестя з нинішньою вулицею Дорошенка не пізніше 1844 року вже мав назву вулиця Семінарська, від 1871 — Оссолінських. Ділянка від перехрестя з Дорошенка до початку вулиці Січових Стрільців мала назву вулиця Палацова, а від 1871 року — Словацького. Зрештою, 1889 року першу ділянку також названо на честь польського поета Юліуша Словацького, і так обидві вулиці об'єднано під цією назвою. У листопаді 1941 року вулицю знову розділено і ділянку між нинішніми Дорошенка і Коперника повторно названо Семінарською. У липні 1944 року вулицю знову об'єднано під спільною назвою — Вулиця Словацького.

## Забудова

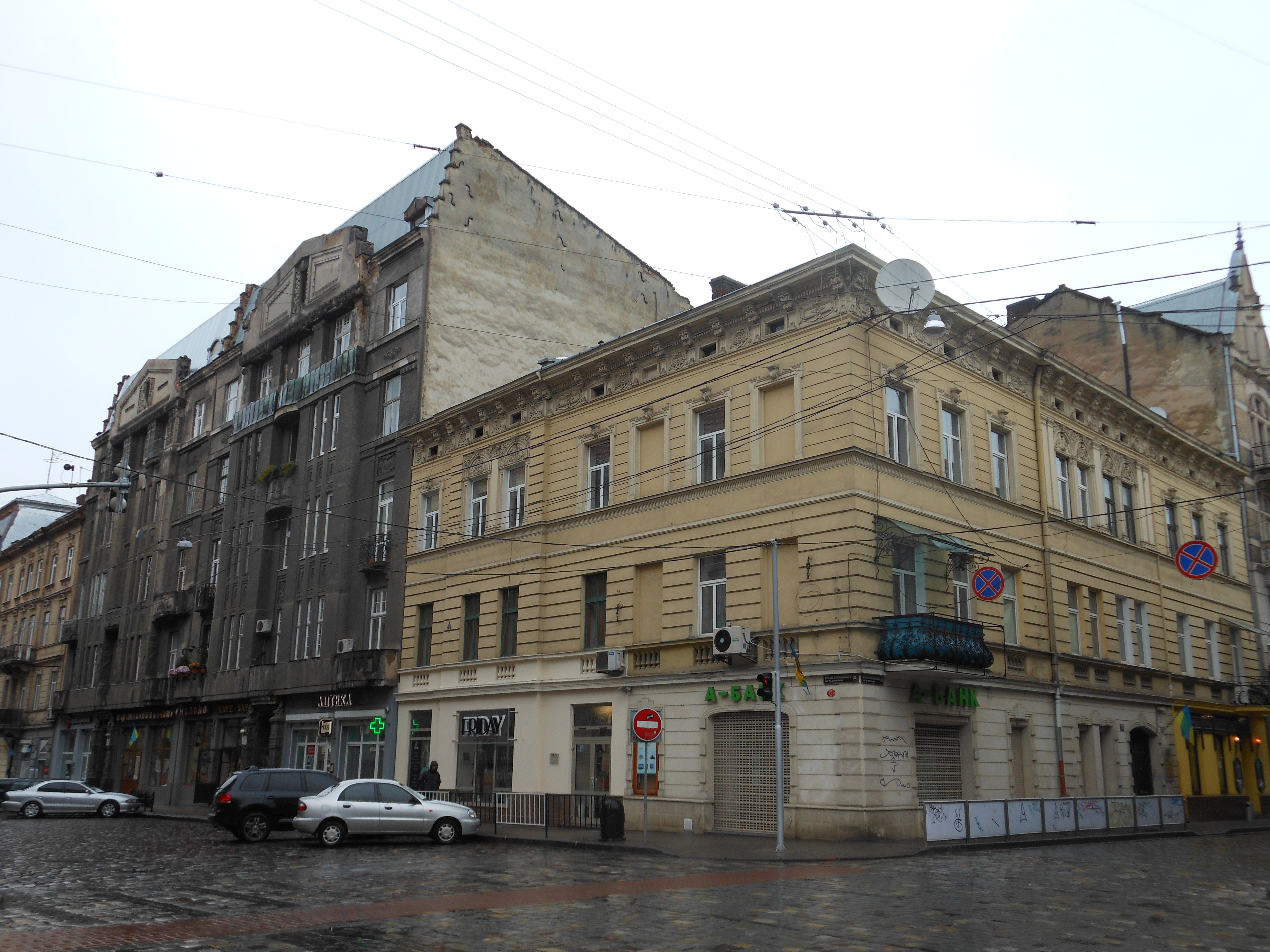
Житловий будинок (вул. Словацького, 4)

В забудові вулиці Словацького переважають історизм, класицизм, сецесія. Декілька будинків внесено до Реєстру пам'яток архітектури місцевого значення:
№ 1 — будівля Головної пошти, споруджена у 1887—1889 роках на колишніх ґрунтах греко-католицької семінарії. Проєкт Сильвестра Гавришкевича у стилі неоренесансу попередньо відкоригований у Відні архітектором Фрідріхом Зетцом. Нагляд за будівництвом здійснював Йозеф Браунзайс, роботи виконувала будівельна фірма Людвіка Балдвіна-Рамулта і Юліана Цибульського. Під час українсько-польської війни тут відбувалися запеклі бої, внаслідок чого будівлю сильно понищено. 1923 року за проєктом Альфреда Захаревича та Євгена Червінського завершено перебудову, під час якої у центрі внутрішнього подвір'я добудовано офіцину, замінено перекриття, переобладнано усі комунікації, фасади набули рис модернізованого класицизму. На аттиках з'явилися стилізовані рельєфи, виконані ймовірно Юліушем Белтовським. У міжвоєнний період тут містилася Дирекція пошт і телеграфів. У 1949—1950 роках проведено чергову реконструкцію, котра переважно торкнулась інтер'єрів. Наступна реконструкція відбулася у 1973—1975 роках за проєктом Аполлона Ограновича. Скульптурні композиції інтер'єру розроблені Еммануїлом Миськом, вітражі — Ярославом Серветником. 1985 року проведено реставрацію фасаду. Будинок внесений до Реєстру пам'яток архітектури місцевого значення під охоронним № 271-м. За радянських часів в приміщенні поштамту містився також обласний відділ центрального управління з розповсюдження друкованих видань «Союздрук».
№ 2, 4 — житлові прибуткові будинки (кам'яниця Барда) у стилі геометричного модерну, близькі до тодішньої німецької архітектури. Збудовані для власника Германа Барда за проєктом архітектора Юзефа Авіна у 1912—1913 роках. Скульптурне оздоблення Зигмунта Курчинського. В будинку під № 4. на початку XX століття містився магазин Анджея Берлінського з продажу друкарських машинок. Будинки внесені до Реєстру пам'яток архітектури місцевого значення під охоронним № 754-м.
№ 3 — наріжний житловий, колишній прибутковий будинок, збудований 1883 року за проєктом архітекторів Яна і Кароля Шульців у стилі історизму. На першому поверсі міститься львівське регіональне відділення ПАТ «Банк Інвестицій і заощаджень». Будинок внесений до Реєстру пам'яток архітектури місцевого значення під охоронним № 1032-м.
№ 5. Колишній прибутковий будинок, зведений 1883 року за проєктом Яна і Кароля Шульців. Нині — житловий будинок, одне з приміщень першого поверху якого займає відділення № 14 компанії з експрес-доставки поштових відправлень «Нова пошта».
№ 6 — чотириповерхова кам'яниця. Тут у 1920—1934 та 1939—1941 роках мешкав видатний львів'янин, польський поет та афорист Станіслав Єжи де Туш-Лец. 22 квітня 2018 року, на фасаді будинку відкрито пам'ятну таблицю на його честь. Балкон будинку використовується, як одна з чисельних локацій щорічного «Свята музики». Свято або музичний фестиваль (фр. Fete de la Musique) відбулося у Франції 21 червня 1982 року. Досі Львів залишається єдиним  українським містом, офіційно затвердженим «Fete de la Musique», як учасник Свята.
№ 8 — п'ятиповерхова чиншова кам'яниця, збудована у 1892—1894 роках за проєктом архітектора Яна Томаша Кудельського для адвоката Генрика Копецького. Кам'яниця Копецького проєктувалася у комплексі та будувалася одночасно з сусіднім будинком, що розташований на теперішній вулиці Дорошенка, 37, співвласниками останнього були Леопольд та Стефанія Бачевські. На початку XX століття кам'яниця перебувала у власності Товариства взаємних убезпечень приватних урядників, яка 1911 року перепродає будинок подружжю Соломону та Анні Руффам. Напередодні другої світової війни приміщеннями першого поверху користувалася торгова фірма «Електромат», що спеціалізувалася на продажі електро- та радіотоварів, а 1937 року на замовлення власників «Електромату» реконструйовано портал крамниці. За нашого часу колишній чиншовий дім Генрика Копецького продовжує функціонувати як житловий багатоквартирний будинок. У 1940—1950-х роках приміщення в партері займала державна фотографія Львівського обласного відділу «Укрфото», нині тут крамниця та копі-центр. Щодо відомих мешканців, то в будинку наприкінці XIX століття — початку XX століть мешкав директор Державної промислової школи, автор проєкту Львівського оперного театру, архітектор Зиґмунт Ґорґолевський.
№ 12 — триповерховий житловий будинок (теперішня адреса — вул. Дорошенка, 36), перший поверх якого за Польщі займала аптека «Під Фемідою», заснована 1901 року Фредериком Девехою, у радянські часи — аптека № 33, а 1996 року аптеці повернена історична назва — «Під Фемідою», але у 2017 році в приміщенні колишньої аптеки відкрили магазин жіночої білизни «Victoria’s secret».
№ 14 — адміністративний будинок, зведений архітектурно-будівельним бюро Міхала Уляма у 1911—1912 роках. В будинку на початку XX століття містився сільськогосподарський синдикат, у міжвоєнний період — «Банк земельний іпотечний у Львові». В будинку мешкав один з керівників Українського лікарського товариства у міжвоєнний період доктор Мирон Вахнянин.. Будинок внесений до Реєстру пам'яток архітектури місцевого значення під охоронним № 1033-м.
№ 16 — чиншова кам'яниця, зведена у 1876 році за проєктом Емануеля Галля. В цьому будинку у міжвоєнний період містилося архітектурно-будівельне бюро Максимільяна Когута та Юзефа Тіша, а також мешкав лікар Людвик Ландау з родиною, батько відомої польсько-ізраїльської письменниці Іди Фінк. До 1939 року на будинку висіла пам'ятна таблиця, яка інформувала про те, що в будинку наприкінці XIX століття мешкав і помер польський письменник та політичний діяч Александер (Лешек) Дунін-Борковський.
№ 18 — наріжний житловий колишній прибутковий будинок складного планування. Збудований у стилі історизму 1873 року за проєктом Емануеля Галля. Певний час власником цього будинку був фаховий окуліст, доктор Альфред Бужинський (прибл. 1914), а оперував у клініці, що містилася в будинку на вул. Театральній, 7. Доктор Бужинський у своєму заповіті записав один мільйон корон для придбання п'ятиморгових ділянок для потреб колоній скаутів. Виконавцями заповіту покійний призначив правління польського товариства «Сокіл» та єпископа Владислава Бандурського. У 1940—1950-х роках кімнату № 6 займала міська рада добровільного пожежного товариства. На початку квітня 2020 року відбулося встановлення відновленої вхідної брами цього будинку. Виготовленням і встановленням вхідної брами займались реставратори під керівництвом майстра Ростислава Малецького. 70% вартості робіт профінансувала Львівська міська рада, інші 30% покрили безпосередньо мешканці будинку.